# Trenholm (Oregon)
Trenholm az Amerikai Egyesült Államok északnyugati részén, Oregon állam Columbia megyéjében elhelyezkedő önkormányzat nélküli település.
A posta 1911 és 1924 között működött.